# Tacktorpssjön
Tacktorpssjön är en sjö i Eskilstuna kommun i Södermanland och ingår i Norrströms huvudavrinningsområde.